# Palíndromos (película)
Palíndromos es una película estadounidense dirigida por Todd Solondz en el año 2004.

## Resumen
La película empieza con un funeral. La persona que murió es Dawn Wiener (Heather Matarazzo), la protagonista del filme Welcome to the Dollhouse, quien se revela que fue a la universidad, ganó mucho peso, estuvo embarazada y posteriormente se suicidó.
Aviva es prima de Dawn y lo que más quiere es tener un hijo. Tiene sexo con Judah, un amigo de la familia, y queda embarazada. Los padres de Aviva quedan horrorizados y la obligan a abortar. El aborto es un éxito pero el doctor revela que Aviva ya no puede tener hijos. Aun inconsciente, Aviva no tiene idea de lo que ha pasado y sus padres deciden mantener lo que pasó en secreto.
Aviva huye de casa y se hace amiga de un camionero y tienen relaciones sexuales. Sin embargo, el camionero la abandona en un motel. Posteriormente la encuentra la Familia Sunshine, un orfanato cristiano. Aviva se presenta como Henrietta (el nombre de la bebé que abortó). En Sunshine descubre que el dueño del orfanato mata a los doctores que practican el aborto. El siguiente objetivo es el doctor que hizo el aborto de Aviva. La persona que lo matará es el camionero de antes.
Convencida de que ama al camionero, huye de Sunshine para estar con él. El asesinato no va como había planeado y el camionero (quien se revela que se llama Bob) accidentalmente dispara a la hija del Doctor. La policía encuentra a Aviva y Bob en un motel y más tarde Bob se suicida.
La película termina con Aviva volviendo a casa de sus padres, planeando su próximo cumpleaños. En la fiesta se encuentra con Mark Wiener (su primo y hermano de Dawn de Welcome to the Dollhouse), quien ha sido acusado de abusar de un bebé. Aviva se encuentra con Judah (quien se cambia el nombre a Otto) y tienen relaciones otra vez. Aviva está feliz y segura de que saldrá embarazada otra vez pero, como se muestra al inicio de la película, ya no podrá tener más hijos.

## Reparto
| Actor                | Personaje                 |
| -------------------- | ------------------------- |
| Matthew Faber        | Mark Wiener               |
| Angela Pietropinto   | Sra. Wiener               |
| Bill Buell           | Harvey Wiener             |
| Ellen Barkin         | Joyce Victor              |
| Richard Masur        | Steve Victor              |
| Hillary Bailey Smith | Robin Wallace             |
| Danton Stone         | Bruce Wallace             |
| Robert Agri          | First Judah               |
| John Gemberling      | Second Judah              |
| Stephen Singer       | Dr. Fleisher              |
| Stephen Adly Guirgis | Joe / Earl / Bob          |
| Debra Monk           | Mama Sunshine             |
| Walter Bobbie        | Bo Sunshine               |
| Tyler Maynard        | Jiminy                    |
| David Castro         | Carlito                   |
| Richard Riehle       | Dr. Dan                   |
| Maggie Moore         | Voz de narrador cristiano |
| Sydney Matuszak      | Ell                       |

## Banda sonora
| Pista | Título                                         | Escritor                                        | Intérprete                                                          |
| ----- | ---------------------------------------------- | ----------------------------------------------- | ------------------------------------------------------------------- |
| 1     | "Lullaby (Aviva's and Henrietta's Theme)"      | Nathan Larson                                   | Nina Persson y Nathan Larson                                        |
| 2     | "Up on a Cloud"                                | Larson                                          | Persson y Larson                                                    |
| 3     | "Piano Concerto No. 1 in B-flat minor, Op. 23" | Piotr Ilich Chaikovski                          |                                                                     |
| 4     | "Nobody Jesus But You"                         | Eytan Mirsky, Curtis Moore y Matthew Brookshire | Ricky Ashley, Curtis Moore, Karen Rodriguez, y The Sunshine Singers |
| 5     | "Fight for the Children"                       | Mirsky, Moore y Brookshire                      | Ashley, Moore, Rodriguez, y The Sunshine Singers                    |
| 6     | "Doctor Dan"                                   | Mirsky, Moore y Brookshire                      | Ashley, Moore, Rodriguez, y The Sunshine Singers                    |
| 7     | "Love Turned Blue"                             | Jai Josefs                                      | Shelly Rand and The Nashville Six                                   |
| 8     | "Somebody Loved"                               | Deb Talan y Steve Tannen                        | The Weepies                                                         |
| 9     | "This Is the Way"                              | Mirsky, Moore y Brookshire                      | Ashley, Moore, Rodriguez, y The Sunshine Singers                    |